# Aenasius arizonensis
Aenasius arizonensis är en stekelart som först beskrevs av Girault 1915.  Aenasius arizonensis ingår i släktet Aenasius och familjen sköldlussteklar. Inga underarter finns listade i Catalogue of Life.